# サカワキヒロ太
サカワキ ヒロ太（サカワキ ヒロた）は、日本の漫画家。

## 作品リスト

### 一般向け漫画
- コン美味ガール（原作：青木健生、『別冊週漫スペシャル』[1]、全16話、既刊1巻）
- バイラブ（原作：元橋隆司、『毒りんごcomic』vol.1（創刊号[2]） - vol.59、アクションコミックス、既刊1巻） - 電子書籍では全13巻
- フェイス 〜背徳の囁き〜（原作：村生ミオ、『週刊漫画ゴラク』2018年6月8日号[3] - 2019年3月22日号[4]、全2巻）
- ハズカシメ（原作：元橋隆司、『めちゃコミック』先行配信 2021年4月30日 - ）
- あの男を許さない！ ～私はすべてを奪われた～（原作：北島ゆず子、『めちゃコミック』先行配信 2021年6月30日 - ）

### 成人向け漫画
- 義姉さんのカラダは俺が管理する（原作：ももんがえる坊）
- 監禁サプリ 〜禁断の快感ホスピタル〜
- 百花狂乱ひな祭り 〜終わらない蜜壺いじめ〜
- 密林の花嫁
- ふらちなリング
- ほろ酔い若妻は騎乗位中毒 〜夫に義父に隣人に〜
- 監禁ビーチ 〜秘められたセックス怪奇島〜
- エコエロ
- 絶頂・キノコ工場
- イソップ物語 〜本当はエロい裏話〜